# Портуська діоцезія

Лісабонський патріархат
Бразька архідіоцезія
Еворська архідіоцезія

Портуська діоце́зія (лат. Dioecesis Portugallensis; порт. Diocese do Porto) — діоцезія (єпископство) Римо-Католицької Церкви у Португалії, з центром у місті Порту. Очолюється єпископом Портуським. Охоплює територію округи Порту. Площа — 3010 км². Суфраганна діоцезія Бразької архідіоцезії. Станом на 2013 рік поділялася на 477 парафій. Головний храм — Портуський собор Внебовзяття Діви Марії. Створена у VI столітті. Знищена під час мусульманської навали. Перезаснована у ХІІ столітті. 24 серпня 1938 року передала частину території новоствореній Авейруській діоцезії. Єпископ з 2014 року — Антоніу дош Сантош. Інша назва — Портуське єпископство (порт. Bispado do Porto).

## Єпископи
- 1136—1138: Жуан Пекуліар, згодом — архієпископ Бразький.
- 1496 — 11 серпня 1505: Діогу де Соза, згодом — архієпископ Бразький.